# Пайкюла
Па́йкюла (ест. Paiküla) — село в Естонії, у волості Ляене-Сааре повіту Сааремаа.

## Населення
Чисельність населення на 31 грудня 2011 року становила 28 осіб.

## Географія
Пайкюла межує з селом Нимпа. Край села вздовж озера Каруярв (Karujärv) проходить дорога Кярла — Каруярве.

## Історія
До 12 грудня 2014 року село входило до складу волості Кярла.

## Історичні пам'ятки
Поблизу села були знайдені стародавні кам'яні могили (Paiküla kivikalmed).

## Пам'ятки природи
На захід від села розташовується заказник Каруярве (Karujärve hoiuala), площа — 354,6 га.
Пам'яткою села є Каруярвеська горобина (ест. Karujärve pooppuu) — вікове дерево горобини проміжної (Sorbus intermedia), яке держава взяла під охорону в 1965 році. Горобині майже 160 років, і стан дерева задовільний. Дерево має висоту 13 м та 353 см в обхваті. Це найстаріша та найтовстіша горобина в Естонії. Дерево росте на хуторі Кура, біля дороги Кярла — Каруярве (58°22′41″ пн. ш. 22°14′1″ сх. д. / 58.37806° пн. ш. 22.23361° сх. д.).

## Видатні особи
У селі народилися письменник Якоб Мяндметс (1871–1930) та художник Освальд Тіммас (1913–2005).